# Renato Augusto
Renato Soares de Oliveira Augusto, o simplement Renato Augusto (Rio de Janeiro el 8 de febrer de 1988) és un jugador de futbol brasiler que juga com a migcampista per al club Fluminense.